# Gracilistilbella clavulata
Gracilistilbella clavulata är en svampart som först beskrevs av Jean François Montagne, och fick sitt nu gällande namn av Seifert 2000. Gracilistilbella clavulata ingår i släktet Gracilistilbella och familjen Bionectriaceae.   Inga underarter finns listade i Catalogue of Life.